# Dora Triem
Dora Triem (* 21. Februar 1897 in Hannover; † 4. April 1973) war eine deutsche sozialdemokratische Politikerin.
Triem war zunächst Verkäuferin in einer Konsumgenossenschaft. Nach dem Besuch der sozialen Frauenschule war sie Fürsorgerin in Herne.
Sie gehörte seit 1911 der Sozialistischen Arbeiterjugend an und trat 1916 auch der SPD bei. Seit 1920 war sie Mitglied im Hauptvorstand der SAJ. Außerdem war Triem von 1925 bis 1929 Leiterin und danach ehrenamtlich in der Arbeiterwohlfahrt in Gelsenkirchen tätig.
Im Jahr 1946 war Triem Mitglied im Provinzialrat Westfalen sowie 1946 und 1947 des ernannten Landtages von Nordrhein-Westfalen.